# Campionati mondiali di bob 2003
I Campionati mondiali di bob 2003, cinquantunesima edizione della manifestazione organizzata dalla Federazione Internazionale di Bob e Skeleton, si sono disputati dal 15 al 23 febbraio 2003 a Lake Placid, negli Stati Uniti d'America, per gli uomini, sulla pista Mt. Van Hoevenberg Olympic Bobsled Run, il tracciato sul quale si svolsero le competizioni del bob e dello slittino ai Giochi di Lake Placid 1980, di Lake Placid 1932 (solo nel bob e su una versione differente della pista) e le rassegne iridate maschili del 1949, del 1961, del 1969, del 1973, del 1978 e del 1983 e il 1º e il 2 febbraio 2003 a Winterberg, in Germania, per le donne, sulla pista omonima. La località nordamericana ha ospitato quindi le competizioni iridate per la settima volta nel bob a due e nel bob a quattro uomini mentre quella tedesca è per la prima volta sede della rassegna mondiale nel bob a due donne.
L'edizione è stata dominata dalla Germania che ha conquistato tutte e tre le medaglie d'oro in palio e sei in totale sulle nove disponibili. I titoli sono stati infatti conquistati nel bob a due uomini da André Lange e Kevin Kuske, nella gara femminile dalle connazionali Susi Erdmann, e Annegret Dietrich e nel bob a quattro da André Lange, René Hoppe, Kevin Kuske e Carsten Embach.

## Risultati

### Bob a due uomini
La gara si è svolta il 15 e il 16 febbraio 2003 nell'arco di quattro manches ed hanno preso parte alla competizione 25 compagini in rappresentanza di 17 differenti nazioni. Campioni uscenti erano i tedeschi Christoph Langen e Marco Jakobs, non presenti alla competizione, e il titolo è stato pertanto vinto dai connazionali André Lange e Kevin Kuske, al loro primo titolo mondiale di specialità dopo l'argento ottenuto ad Altenberg 2000, davanti alla coppia canadese formata da Pierre Lueders e Giulio Zardo, con Lueders già detentore di due argenti colti nel 1995 e nel 1996 e all'altra formazione tedesca costituita da René Spies e Franz Sagmeister, entrambi alla prima medaglia iridata.
| Pos. | Atleti                             | Nazione        | Tempo   | Distacco |
| ---- | ---------------------------------- | -------------- | ------- | -------- |
|      | André Lange Kevin Kuske            | Germania II    | 3:39.77 |          |
|      | Pierre Lueders Giulio Zardo        | Canada I       | 3:40.08 | +0.31    |
|      | René Spies Franz Sagmeister        | Germania I     | 3:40.50 | +0.73    |
| 4    | Todd Hays Randy Jones              | Stati Uniti II | 3:40.66 | +0.89    |
| 5    | Gatis Gūts Intars Dīcmanis         | Lettonia I     | 3:41.53 | +1.76    |
| 6    | Wolfgang Stampfer Klaus Seelos     | Austria I      | 3:41.65 | +1.88    |
| 7    | Sandis Prūsis Mārcis Rullis        | Lettonia I     | 3:41.86 | +2.09    |
| 8    | Patrice Servelle Sébastien Gattuso | Monaco I       | 3:41.93 | +2.16    |
| 9    | Jayson Krause Florian Linder       | Canada II      | 3:41.95 | +2.18    |
| 10   | Bruno Mingeon Christophe Fouquet   | Francia I      | 3:42.33 | +2.56    |

### Bob a due donne
La gara si è svolta il 1º e il 2 febbraio 2003 nell'arco di quattro manches ed hanno preso parte alla competizione 18 compagini in rappresentanza di 13 differenti nazioni. Campione uscente era l'equipaggio svizzero composto da Françoise Burdet e Katharina Sutter, giunto settimo in questa occasione ma con Karin Hagmann al posto della Sutter, non presente alla competizione. Il titolo è stato pertanto conquistato dalla coppia tedesca formata da Susi Erdmann e Annegret Dietrich, con la Erdmann che migliorò l'argento della precedente edizione di Calgary 2001, davanti alle connazionali Sandra Prokoff e Ulrike Holzner, prima medaglia mondiale per loro, e alle altre tedesche Cathleen Martini e Yvonne Cernota anch'esse per la prima volta su un podio iridato.
| Pos. | Atleti                                | Nazione        | Tempo   | Distacco |
| ---- | ------------------------------------- | -------------- | ------- | -------- |
|      | Susi Erdmann Annegret Dietrich        | Germania II    | 3:51.35 |          |
|      | Sandra Prokoff Ulrike Holzner         | Germania I     | 3:51.52 | +0.17    |
|      | Cathleen Martini Yvonne Cernota       | Germania III   | 3:52.43 | +1.08    |
| 4    | Eline Jurg Nannet Karenbeld           | Paesi Bassi I  | 3:53.46 | +2.11    |
| 5    | Gerda Weissensteiner Jennifer Isacco  | Italia I       | 3:53.80 | +2.45    |
| 6    | Jean Racine Vonetta Flowers           | Stati Uniti I  | 3:54.20 | +2.85    |
| 7    | Françoise Burdet Karin Hagmann        | Svizzera I     | 3:54.38 | +3.03    |
| 8    | Ilse Broeders Jeannette Pennings      | Paesi Bassi II | 3:54.75 | +3.40    |
| 9    | Christina Smith Buffie Babb           | Canada I       | 3:55.12 | +3.77    |
| 10   | Ol'ga Nekrasova Tat'jana Trapeznikova | Russia II      | 3:55.48 | +4.13    |

### Bob a quattro
La gara si è svolta il 22 e il 23 febbraio 2003 nell'arco di quattro manches ed hanno preso parte alla competizione 17 compagini in rappresentanza di 13 differenti nazioni. Campione mondiale in carica era il quartetto tedesco composto da Christoph Langen, Markus Zimmermann, Sven Peter e Alex Metzger, nessuno dei quali era presente alla competizione, e il titolo è stato pertanto conquistato dai connazionali André Lange, René Hoppe, Kevin Kuske e Carsten Embach, già oro nella specialità ad Altenberg 2000 con Lars Behrendt in luogo di Kuske, davanti agli statunitensi Todd Hays, Bill Schuffenhauer, Randy Jones e Garrett Hines e ai russi Aleksandr Zubkov, Aleksej Selivërstov, Sergej Golubev e Dmitrij Stëpuškin, tutti alla loro prima medaglia mondiale di specialità.
| Pos. | Atleti                                                                | Nazione        | Tempo   | Distacco |
| ---- | --------------------------------------------------------------------- | -------------- | ------- | -------- |
|      | André Lange René Hoppe Kevin Kuske Carsten Embach                     | Germania I     | 3:36.59 |          |
|      | Todd Hays Bill Schuffenhauer Randy Jones Garrett Hines                | Stati Uniti I  | 3:37.12 | +0.53    |
|      | Aleksandr Zubkov Aleksej Selivërstov Sergej Golubev Dmitrij Stëpuškin | Russia I       | 3:38.05 | +1.06    |
| 4    | René Spies Franz Sagmeister Enrico Kühn Jens Nohka                    | Germania II    | 3:38.17 | +1.18    |
| 5    | Sandis Prūsis Jānis Silarājs Mārcis Rullis Jānis Ozols                | Lettonia I     | 3:38.21 | +1.22    |
| 6    | Bruno Mingeon Emmanuel Hostache Christophe Fouquet Alexandre Arbez    | Francia I      | 3:38.88 | +1.89    |
| 7    | Ivo Rüegg Daniel Mächler Stefan Bamert Christian Aebli                | Svizzera I     | 3:39.05 | +1.96    |
| 8    | Matthias Höpfner Marc Kühne Andreas Barucha Daniel Gärtner            | Germania III   | 3:39.20 | +2.11    |
| 9    | Wolfgang Stampfer Andreas Pröller Klaus Seelos Eugenio Balanque       | Austria I      | 3:39.73 | +2.64    |
| 10   | Steven Holcomb Ivan Radcliff Douglas Sharp William Person             | Stati Uniti II | 3:39.86 | +2.77    |

## Medagliere
| Posizione | Nazione     | Oro | Argento | Bronzo | Totale |
| --------- | ----------- | --- | ------- | ------ | ------ |
| 1         | Germania    | 3   | 2       | 1      | 6      |
| 2         | Canada      | 0   | 1       | 0      | 1      |
| 2         | Stati Uniti | 0   | 1       | 0      | 1      |
| 3         | Russia      | 0   | 0       | 1      | 1      |
| Totale    | Totale      | 3   | 3       | 3      | 9      |